# جون إتش والتر
جون إتش والتر (بالإنجليزية: John H. Walter)‏ هو رياضياتي أمريكي، ولد في 14 ديسمبر 1927 في لوس أنجلوس في الولايات المتحدة.